# Cyrtandra divertae
Cyrtandra divertae là một loài thực vật có hoa trong họ Tai voi. Loài này được Christoph. mô tả khoa học đầu tiên năm 1938.